# ایگل پس (تگزاس)
ایگل پس، تگزاس(به انگلیسی: Eagle Pass, Texas) شهری در ایالت تگزاس از ایالات جنوبی ایالات متحده آمریکا است. در سرشماری سال ۲۰۰۰، جمعیت این شهر ۲۲۴۱۳ نفر اعلام شد.